# Chorebus poemyzae
Chorebus poemyzae är en stekelart som beskrevs av Griffiths 1968. Chorebus poemyzae ingår i släktet Chorebus och familjen bracksteklar. Inga underarter finns listade i Catalogue of Life.